# Präfekturparlament Nagano

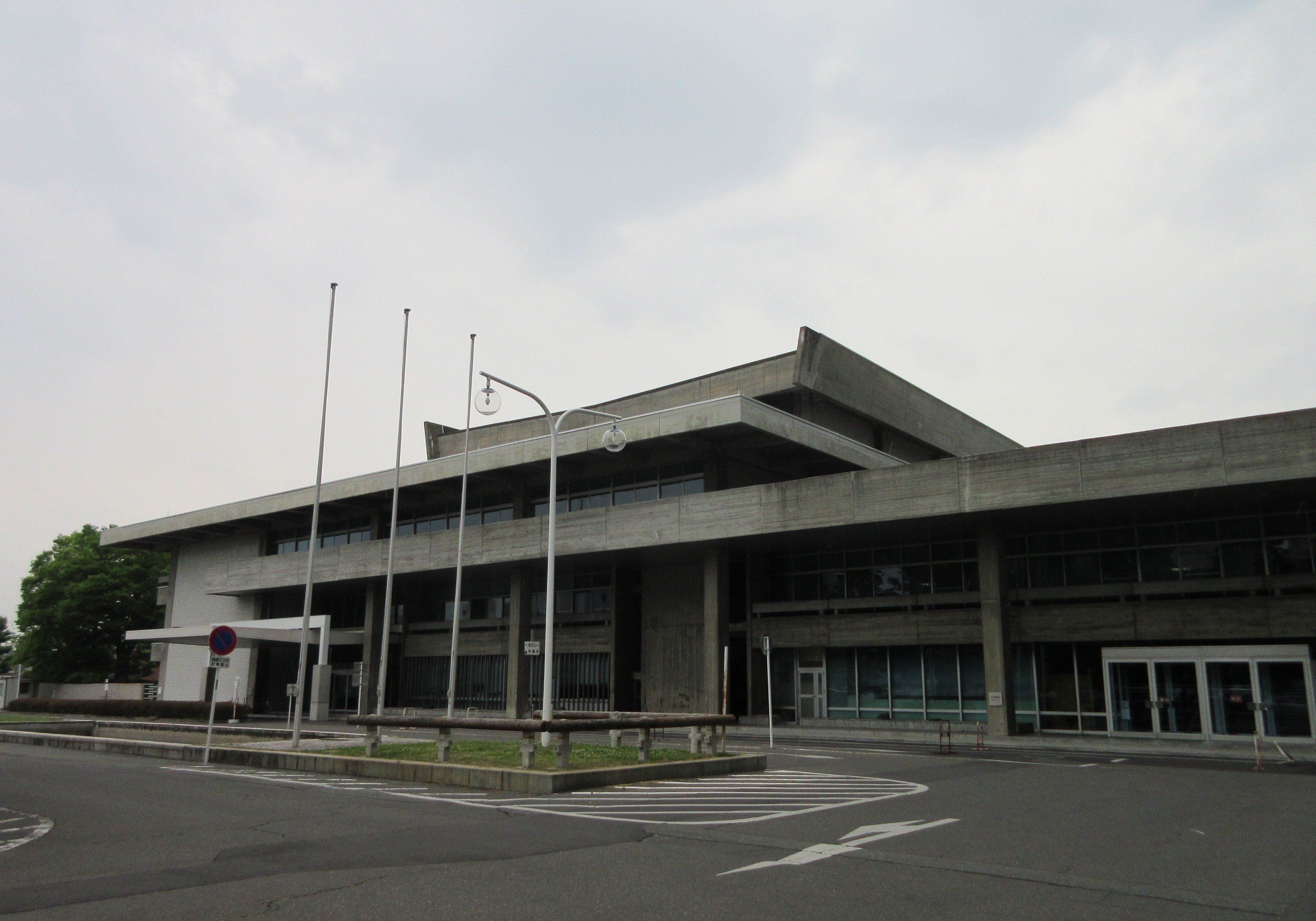
Das Parlamentsgebäude in der Stadt Nagano

Das Präfekturparlament Nagano (jap 長野県議会, Nagano-ken-gikai) ist das Parlament (gikai) der japanischen Präfektur (ken) Nagano. Wie alle Präfekturparlamente entscheidet es über Satzungen, den Haushalt und wichtige Personalnominierungen des Gouverneurs für die Präfekturverwaltung. Die heute 57 Abgeordneten werden alle vier Jahre durch nicht übertragbare Einzelstimmgebung gewählt. Die Wahlperiode ist seit 1947 bis einschließlich 2023 noch mit dem einheitlichen Wahlzyklus synchron.

## Zusammensetzung und letzte Wahl
Das Parlament wird derzeit in 23 Wahlkreisen gewählt, darunter neun Einmandatswahlkreise, in denen die nicht übertragbare Einzelstimmgebung zu relativer Mehrheitswahl wird. Die beiden mandatsstärksten sind der „Wahlkreis Stadt Nagano/Kreis Ober-Minochi“ (長野市上水内郡選挙区 Nagano-shi Kami-Minochi-gun senkyo-ku) mit elf Sitzen und der „Wahlkreis Stadt Matsumoto/Kreis Ost-Chikuma“ (松本市東筑摩郡選挙区 Matsumoto-shi Higashi-Chikuma-gun senkyo-ku) mit sieben Sitzen. Daneben gibt es zwei Viermandatswahlkreise, alle anderen Wahlkreise sind Zweimandatswahlkreise, in denen – parteiliche Nominierungen vorausgesetzt – eine Sitzteilung zwischen den beiden stärksten Parteien oder Lagern wahrscheinlich ist.
- KPJ: 6
- Fraktionslos: 2
- Kaikaku Shinshū („Reform Shinshū“; mit KDP): 13
- Shin-seisaku giindan („Abgeordnetenvereinigung für neue Politik“; aus Unabhängigen): 7
- Kōmeitō: 5
- LDP: 24

Bei der letzten Präfekturparlamentswahl in Nagano, die als Teil der einheitlichen Wahlen im April 2023 stattfand, gewann die Liberaldemokratische Partei 22 Sitze, Kandidaten ohne formale Parteinominierung 21. Die Kommunistische Partei Japans gewann sechs Sitze, die Kōmeitō fünf, die KDP drei.

## Geschichte
Wie die meisten Präfekturen erhielt Nagano unter dem Dajōkan-Erlass über Präfekturversammlungen von 1878 (gestaffelte Teilwahlen der Hälfte der Abgeordneten alle zwei Jahre, extrem hoher Zensus) ein erstes Parlament, damals wie überall noch unter dem Namen kenkai („Präfekturversammlung“). 1891 wurde Nagano die erste Präfektur, in der die Präfekturordnung von 1890 implementiert wurde, mit der Präfekturversammlungen indirekt von Kreisausschüssen, Kreistagen, Magistraten und Stadtverordnetenversammlungen (gun- & shi-sanjikai & -kai, siehe Gun (Japan) und Shi (Japan)) bestimmt werden sollten. (In manchen anderen Präfekturen wurde diese Präfekturordnung nie umgesetzt.) Die revidierte Präfekturordnung von 1899 führte wieder Direktwahlen ein, nun als allgemeine Wahlen alle vier Jahre, aber bis zur Einführung des allgemeinen Männerwahlrechts 1925 weiterhin unter Zensus.
1947 reformierte das Gesetz zur lokalen Selbstverwaltung (chihōjichihō) die Selbstverwaltung aller Präfekturen und Gemeinden einheitlich; das Parlament erhielt seinen heutigen Namen. Einerseits erhielten die Präfekturverwaltungen und die Parlamente mehr Kompetenzen zur Selbstverwaltung, anderseits wurde die Direktwahl der Gouverneure eingeführt, die ihnen wie vorher von oben das Innenministerium im Kaiserreich ein nun von den Bürgern erteiltes demokratisches Mandat unabhängig von parlamentarischen Mehrheiten gibt.
Von 2000 bis 2006 war Yasuo Tanaka Gouverneur von Nagano, der als radikaler Reformer antrat und sich mit einigen seiner Maßnahmen frontal gegen große Teile von Parlament und Verwaltung stellte. Anders als die meist Konsens suchende, auch bei unterschiedlichen politischen Orientierungen zu Kooperation, Verhandlungen und Kompromissen im Präsidialsystem bereite Politik in vielen Präfekturen und Gemeinden, die oft mit dem Schlagwort all yotō beschrieben wird (オール与党, etwa „alle [parlamentarischen Parteien außer/gelegentlich auch: inklusive Kommunisten sind] Regierungsparteien“), ergab sich im Parlament von Nagano so zeitweise die umgekehrte Situation, in der unterschiedliche Positionen von gewähltem Parlament und gewähltem Gouverneur nicht versöhnt werden konnten: all yatō (オール野党, „alles Oppositionsparteien“). Nach einem Misstrauensvotum im Parlament 2002 trat Tanaka schließlich zurück, wurde aber bei der anschließenden Neuwahl souverän wiedergewählt und regierte für eine volle Amtszeit. Bei der nächsten Gouverneurswahl 2006 wurde er knapp abgewählt.